# گودین‌تپه
گودین‌تپه استقراری پیش از تاریخ در غرب ایران در یک کیلومتری غرب شهر گودین از توابع شهرستان کنگاور، در استان کرمانشاه است. این مکان در سال ۱۹۶۱ کشف و در فاصلۀ ۱۹۶۵ تا ۱۹۷۱ توسط یک هیئت تحقیقاتی کانادایی به ریاست کایلر یانگ مورد کاوش قرار گرفت. اهمیت سایت به خاطر تسلط محل بر تجارت سنگ‌های لاجورد بین بدخشان در افغانستان و دشت‌های میانرودان بوده‌است. این تپه به پنج لایه تقسیم شده‌است که کاوش‌ها بر لایۀ دوم آن — احتمالاً ۵۰۰ پیش از میلاد تا ۲۳۰۰ پیش از میلاد — تا لایۀ پنجم تمرکز داشته‌است. هرچند سابقۀ استقرار در این مکان به بسیار پیشتر یعنی حدود ۵۰۰۰ پیش از میلاد باز می‌گردد.

## آثار به‌جای‌مانده
گودین‌تپه در ۱۹۶۱ (۱۳۴۰ خورشیدی) کشف شد. این محوطه از سال ۱۹۶۵ تا سال ۱۹۷۱ میلادی توسط تیمی به سرپرستی تی. کایلر یانگ جونیور مورد کاوش قرار گرفت. در این کاوش‌ها پنج لایۀ تاریخی در این تپه کشف شد که قدیمی‌ترین آن به ۷۵۰۰ سال پیش یعنی دورۀ پیش از مادها و مادها مربوط بوده‌است. در این کاوش‌ها انبارهای بزرگی کشف شد که در آن‌ها انواع سفال از جمله سفال‌های منقوش و خوش رنگ و لعاب به دست آمد که این امر نشان داد که گودین‌تپه در آن عصر محلی برای تجارت سفال از شرق دور به شوش و مغرب زمین بوده‌است.
همچنین در این اکتشافات قلعهٔ اشرافی بزرگی از دورهٔ مادها کشف شد. بر گرد این دژ، برج‌ها و دیوارهایی با شکاف‌هایی برای تیراندازی قرار گرفته بودند. تأثیرگذارترین اتاق، سالن تختگاه بود با پنج ردیف شش‌ستونه که بعدها در طراحی قصر کوروش در پاسارگاد مورد الهام معماران واقع شده‌است. در این سالن یک تخت شاهانه، یک آتشدان و نیمکت‌هایی در دور دیوارها قرار داشت. تالار ستون‌دار کوچک‌تری با نیمکت‌هایی در کنار دیوارها نیز وجود داشت. مخزن‌ها یا انباری‌های چندی در جانب شرقی قرار گرفته بودند. برای رفتن به طبقهٔ بالاتر راه‌پله وجود داشت.
یکی از قدیمی‌ترین شواهد شیمیایی یافت‌شده از تولید آبجو متعلق به این شهر در هفت هزار سال پیش است. همچنین، کشف بقایای به جا مانده بر روی سفال‌های منطقه گودین‌تپه و تپه حاجی فیروز اثبات نموده که از ۳۱۰۰ تا ۲۹۰۰ پیش از میلاد آبجو و شراب در این مناطق فرآوری می‌گردیده است.

## آسیب‌ها
با وجود کشف گودین‌تپه در سال ۱۹۶۱، هنوز هم اقدامی برای تعیین عرصه و حریم و نرده‌گذاری پیرامون این اثر تاریخی صورت نگرفته‌است. از سوی دیگر زیارتگاهی به نام امامزاده باقر در کنار این تپه قرار دارد که قبرستانی محلی نیز در کنار آن قرار دارد. این قبرستان در دهه‌های اخیر توسعه یافته و سبب تعرضاتی به حریم محوطۀ باستانی گودین‌تپه شده‌است. در مهر ۱۴۰۱ رئیس انجمن راهنمایان گردشگری استان کرمانشاه هشدار داد که لایه‌های بالایی این اثر تاریخی بر اثر فرسایش خاک در حال نابود شدن است و می‌باید اقدامات حفاظتی برای نگهداری از آن صورت بگیرد. همچنین چرای دام‌ها بر روی تپه به ویژه در فصل بهار تخریب آثار تاریخی گودین‌تپه را تسریع کرده‌است. علاوه بر این‌ها برای شناساندن این اثر تاریخی هیچ اقدامی صورت نگرفته و حتی یک تابلو برای معرفی آن در مسیر جادۀ کنگاور-تویسرکان نصب نشده‌است.

## نگارخانه
- سفال عبید نگهداری شده در موزه مؤسسه شرقی، شیکاگو
- جام ، ایران، از شوش، هزاره چهارم قبل از میلاد - دوره عبید. ارتفاع جام. ۱۲ سانتی متر؛ نگهداری شده در  Cité de la céramique، فرانسه
- قدح سرامیک از گودین تپه
- ظرف نقاشی شده از گودین تپه